# Lophodermium petriniae
Lophodermium petriniae är en svampart som beskrevs av P.R. Johnst. 2001. Lophodermium petriniae ingår i släktet Lophodermium och familjen Rhytismataceae.   Inga underarter finns listade i Catalogue of Life.